# Arendsee (jezioro)
Arendsee – jezioro w Niemczech, na północy Saksonii-Anhaltu, o powierzchni 5,1 km².